# Antonio Felice Zondadari (1740–1823)
Antonio Felice Zondadari (Siena, 14 de janeiro de 1740 - Siena, 13 de abril de 1823) foi um cardeal italiano.

## Biografia
Nasceu em Siena em 14 de janeiro de 1740. De família nobre. Filho de Giuseppe Flavio (Chigi) Zondadari (1714-1769), marquês de S. Quirico, podestá de Rapolano (1755) e de Torrita (1767), e Violante Gori Pannilini (1723-1792). Seu sobrenome também está listado como Chigi Zondadari. Sobrinho em terceiro grau do cardeal Antonio Felice Zondadari (1712).
Estudou na Universidade La Sapienza, em Roma, onde se doutorou in utroque iure, direito canônico e civil, em 23 de julho de 1768.
Referendário dos Tribunais da Assinatura Apostólica de Justiça e Graça, 20 de setembro de 1764. Governador de Rieti, 5 de dezembro de 1766. Governador de Benevento, de 13 de julho de 1775 até abril de 1776. Delegado apostólico e inquisidor geral em Malta, 1777- 1785. Recebeu o diaconato em 23 de dezembro de 1780.
Ordenado em 16 de março de 1782.
Eleito arcebispo titular de Adana, em 19 de dezembro de 1785. Consagrada em 21 de dezembro de 1785, igreja de S. Caterina da Siena, Roma, pelo cardeal Francesco Saverio Zelada, secretário de Estado, auxiliado por Orazio Mattei, arcebispo titular de Colosso, cônego de o capítulo da basílica patriarcal da Libéria, e por Francesco Xaverio Cristiani, OSA, bispo titular de Porfireone, sacristão papal. Nomeado assistente do trono pontifício e núncio na Flandres, 3 (2) de janeiro, 1786; acusado pelo governo de combater o febronianismo e de apoiar a agitação que se seguiu à introdução de uma nova organização dos seminários, foi expulso em fevereiro de 1787; ele buscou refúgio em Lüttich e depois voltou para Roma. Secretário da SC de Propaganda Fide, de 30 de março de 1789; entrou em funções em fevereiro de 1791; ocupou o cargo até agosto de 1795. Vigário do arcipreste da patriarcal basílica vaticana em maio de 1793. Transferido para a sede metropolitana de Siena em 1º de junho de 1795. Recebeu o Papa Pio VI em Siena enquanto o pontífice estava a caminho de Florença depois de ter sendo expulso de Roma em fevereiro de 1798.
Criado cardeal e reservado in pectore no consistório de 23 de fevereiro de 1801; publicado no consistório de 28 de setembro de 1801; recebeu o chapéu vermelho e o título de S. Balbina, em 23 de dezembro de 1801. Recebeu o Papa Pio VII em Siena em rota para a França. Nomeado pelo imperador Napoleão Bonaparte capelão de sua irmã Elisa Bonaparte, princesa de Lucca e Piombino; viajou para a França em 1809. Assistiu ao casamento de Napoleão I e Maria Louise; ele era um dos "cardeais vermelhos". Participou do Conselho Galicano de 1811.
Morreu em Siena em 13 de abril de 1823. Exposto e enterrado na catedral de Siena.